# Хоросуу
Хоросуу (ест. Horosuu) — село в Естонії, входить до складу волості Міссо, повіту Вирумаа.